# American Bank Note Company
American Bank Note Company (аббревиатуры ABNC или ABNCo; альтернативное написание — American BankNote Company), или Американская банкнотная компания, — крупнейшая негосударственная компания, выпускающая защищённую полиграфическую продукцию: денежные билеты (банкноты), ценные бумаги; бланки документов, удостоверяющих личность; почтовые марки; защищённую, специализированную бумагу; пластиковые карты и т. п. Потребителями являются государственные и коммерческие организации США, Канады, Мексики, стран Южной Америки, Океании и т. д.
В настоящее время является частью American Banknote Corporation.

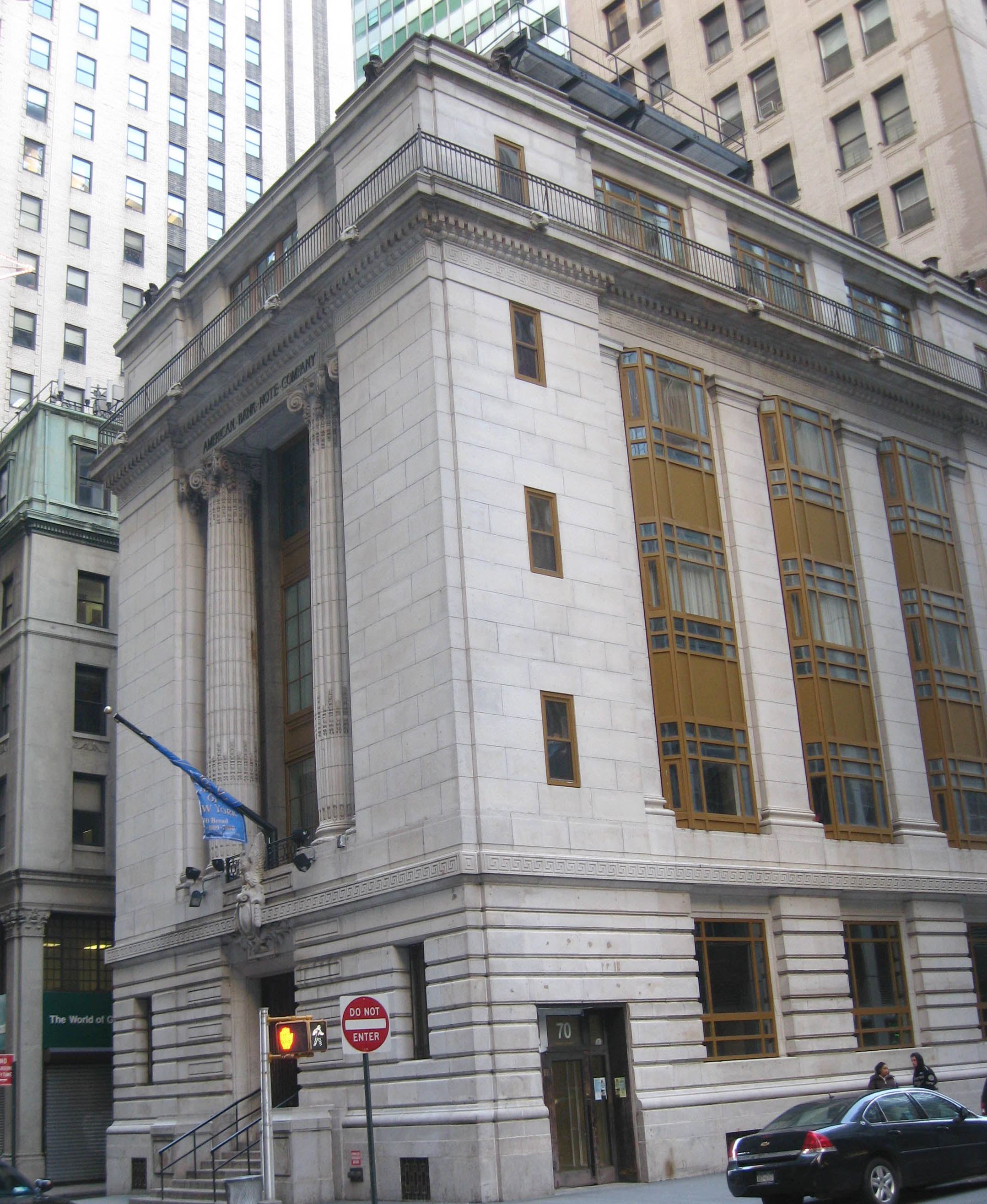
Бывшее здание штаб-квартиры — American Bank Note Company Building в Нью-Йорке. Построено в 1908 году, продано в 1988 году

## История

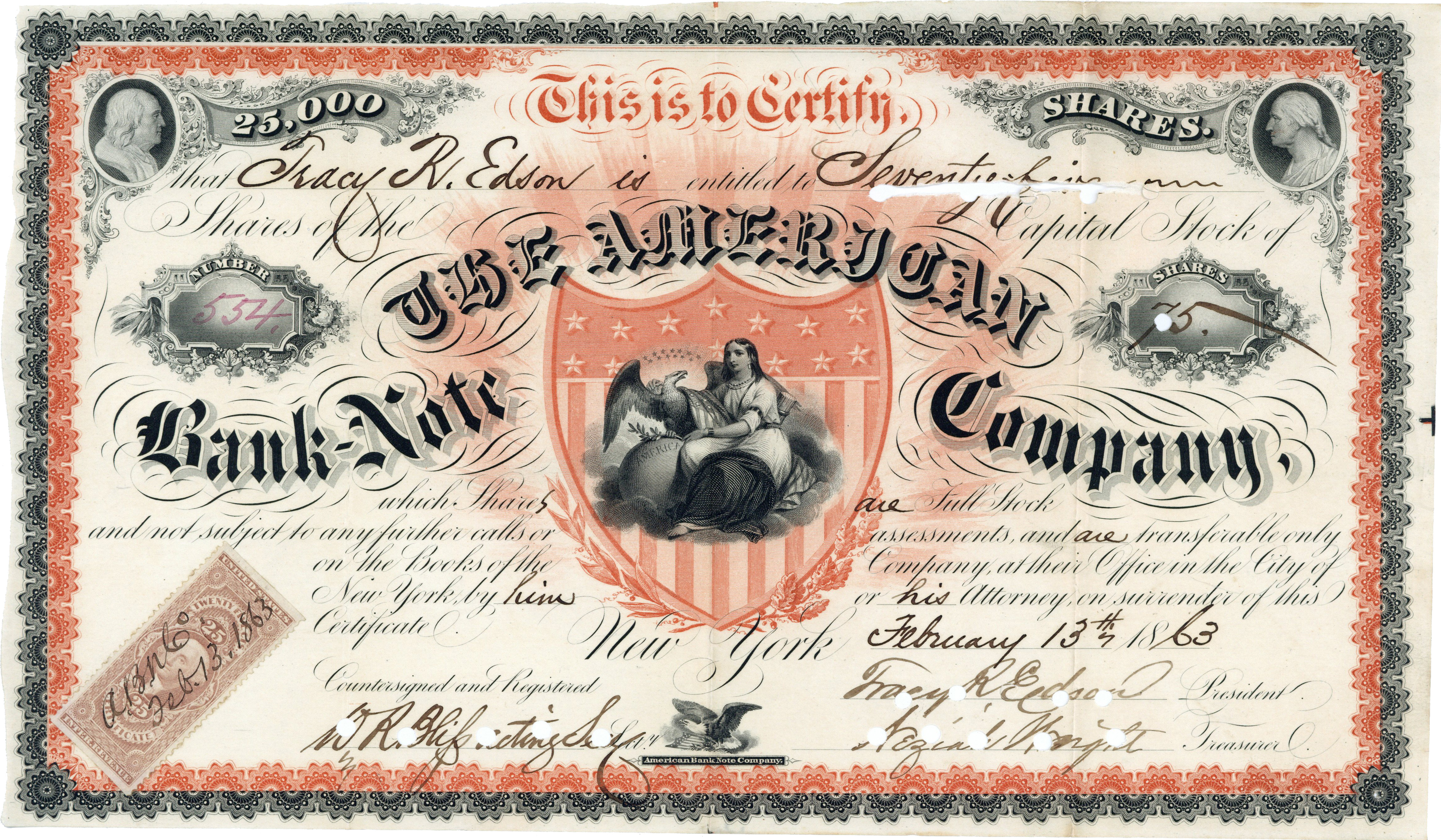
Акция American Bank Note Company, выпущенная 13 февраля 1863 года в Нью-Йорке Трейси Р. Эдсоном, в оригинале подписана им как президентом. Эдсон был одним из основателей компании и ее президентом с 1858 по 1875 год

Основанная в 1795 году как Scot, Murray, Draper, Fairham & Company, компания занималась производством бланков акций и облигаций для сотен местных банков США, почтовых марок и другой полиграфической продукции.
29 апреля 1858 года семь наиболее крупных фирм данной отрасли объединились под именем American Bank Note Company. Штаб-квартирой был выбран Нью-Йорк. Менее чем за два года большинство независимых фирм также присоединилось к American Bank Note Company.
Первые бумажные деньги США были выпущены Министерством финансов после начала гражданской войны. В соответствии с контрактом выпуск новых бумажных денег, называемых населением «гринбэками», был произведён компаниями American Bank Note Co. и National Bank Note Co. В общей сложности было изготовлено 7,25 миллиона банкнот номиналами в 5, 10 и 20 долларов. Печатались также бумажные деньги и для Конфедеративных Штатов.
После начала производства американской валюты в Бюро гравировки и печати в 1862 году ABNCo искала новые источники спроса на его услуги. Во второй половине XIX века компания печатала денежные знаки и другие ценные бумаги для 48 стран.
В 1879 году компания поглотила National Bank Note Company и Continental Bank Note Company.
В 1887 году ABNCo заключала второй четырёхлетний контракт, чтобы выгравировать и напечатать бланки для почтовых переводов.
В 1891 году American Bank Note Company начала печатать бланки «Traveler’s Cheque» для American Express.
В 1894 году ABNCo выполнила последний контракт по выпуску марок для американской почты.
В 1943—1944 годах American Bank Note Company получала заказ на изготовление серии почтовых марок США «Завоёванные страны».

## ЛоготипABNCoна продукции
Как правило, изготовленные в ABNCo банкноты и ценные бумаги, имеют надпись American Bank Note Company под орнаментальной композицией по центру нижнего поля.

## Заказы для России в 1918—1919 годах
Для послереволюционных правительств России компанией ABNCo были выполнены следующие заказы (в хронологическом порядке):
1. Билеты государственного внутреннего 4½ % выигрышного займа 1917 года.
2. Государственные кредитные билеты образца 1918—1919 годов.
3. Боны Китайской Восточной железной дороги (без года выпуска).
4. Краткосрочные обязательства Государственного казначейства Сибирского Временного правительства (некоторые выпуски).
5. Банкноты Индо-Китайского банка 1919 года.

Примеры заказов для послереволюционной России
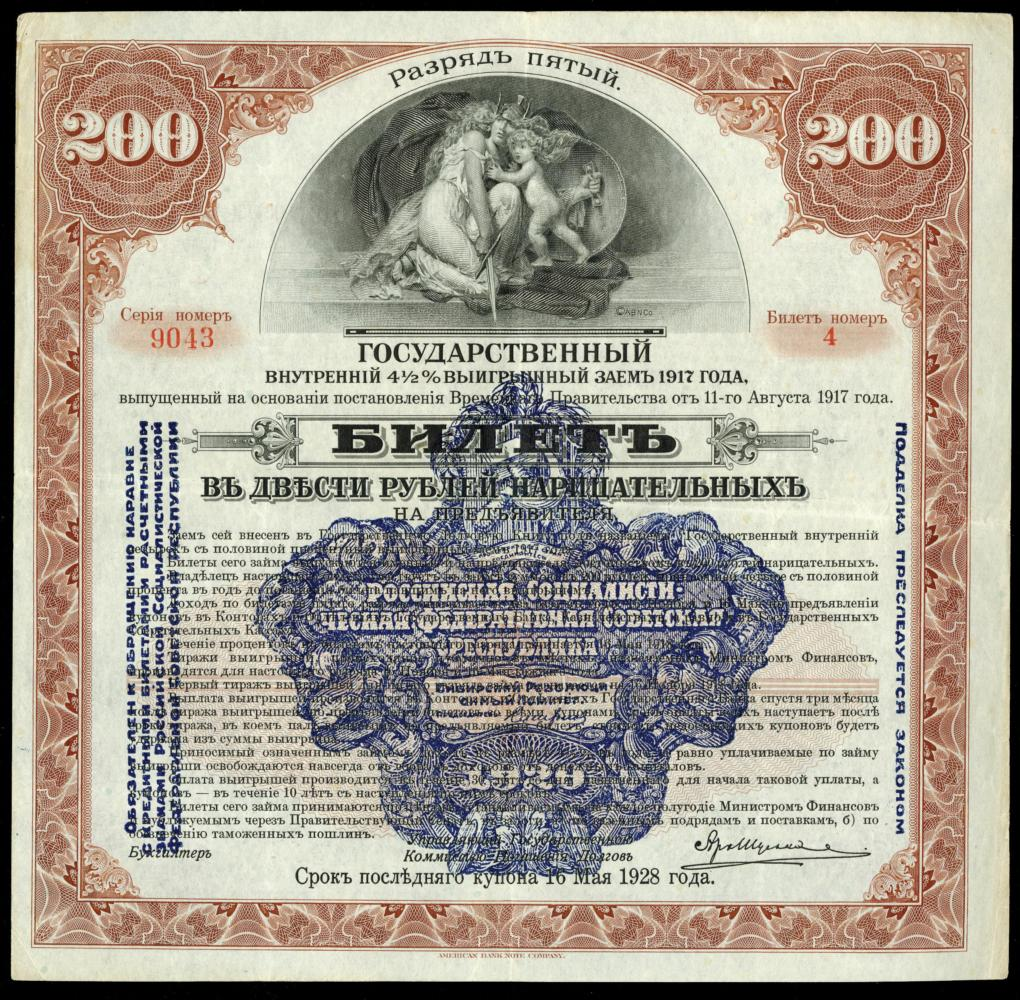
Россия (1917): билет государственного внутреннего 4½ % выигрышного займа пятого разряда с надпечаткой Сибревкома
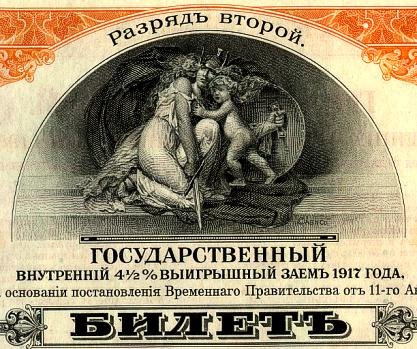
То же, деталь: гравюра «Защита» (альтернативное название — «Мать и дитя»; англ. «Protection», или «Mother and Child»)
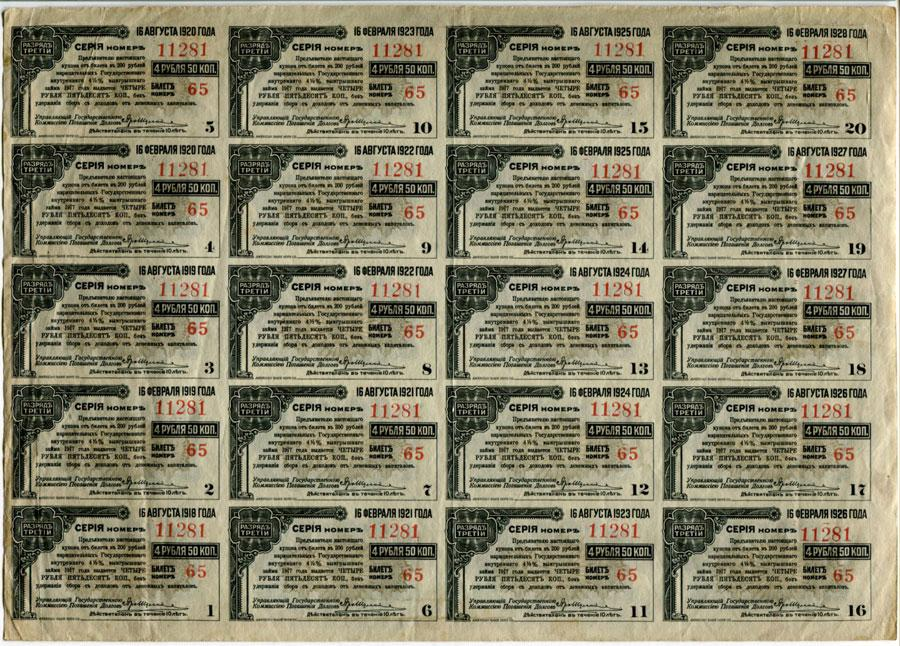
То же, купонный лист к билету
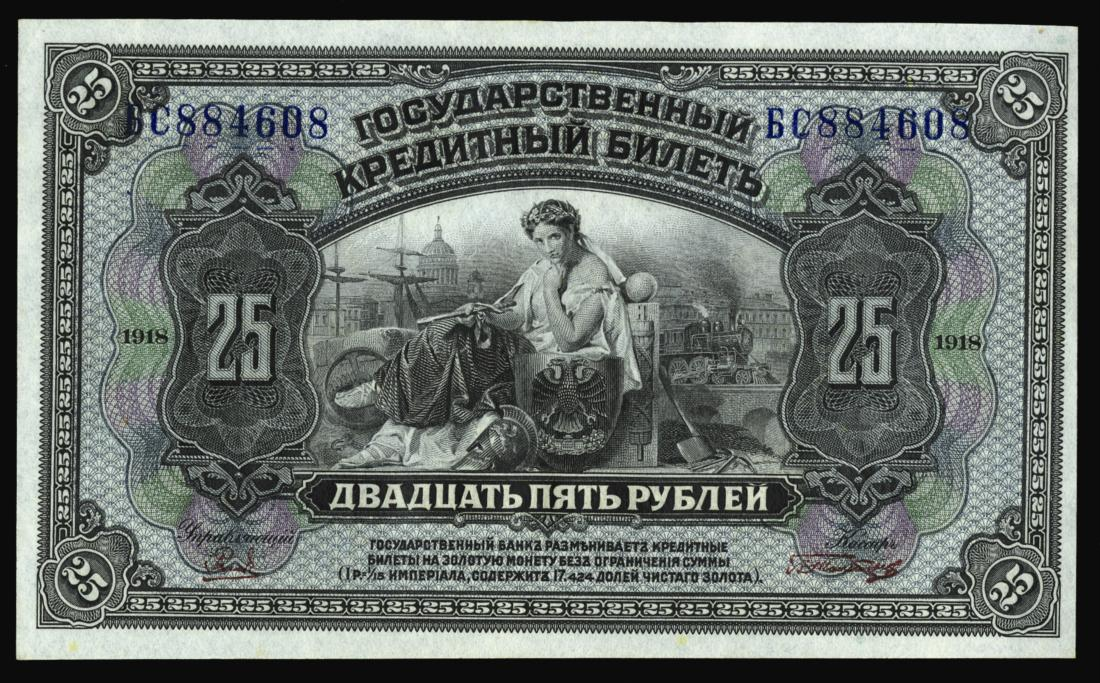
Россия (1918): ГКБ 25 рублей, находился в обращении в период Гражданской войны
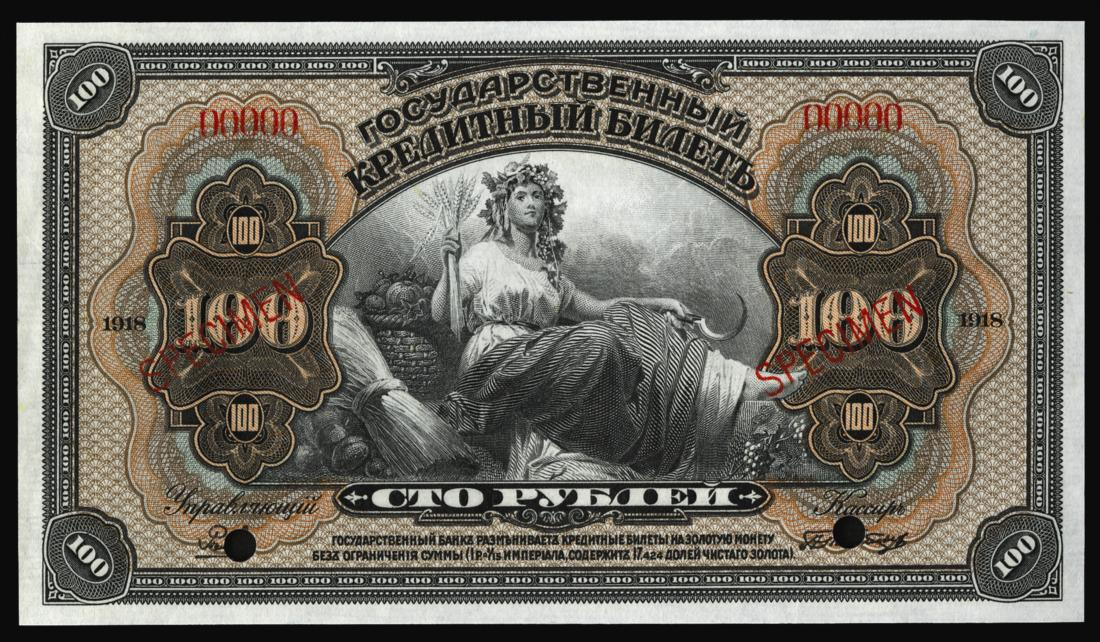
То же, 100 рублей
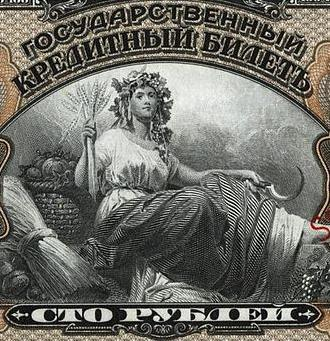
То же, деталь: изображение Цереры. Экспедиция ABNCo не раз использовала данный мотив на банкнотах и ценных бумагах разных стран
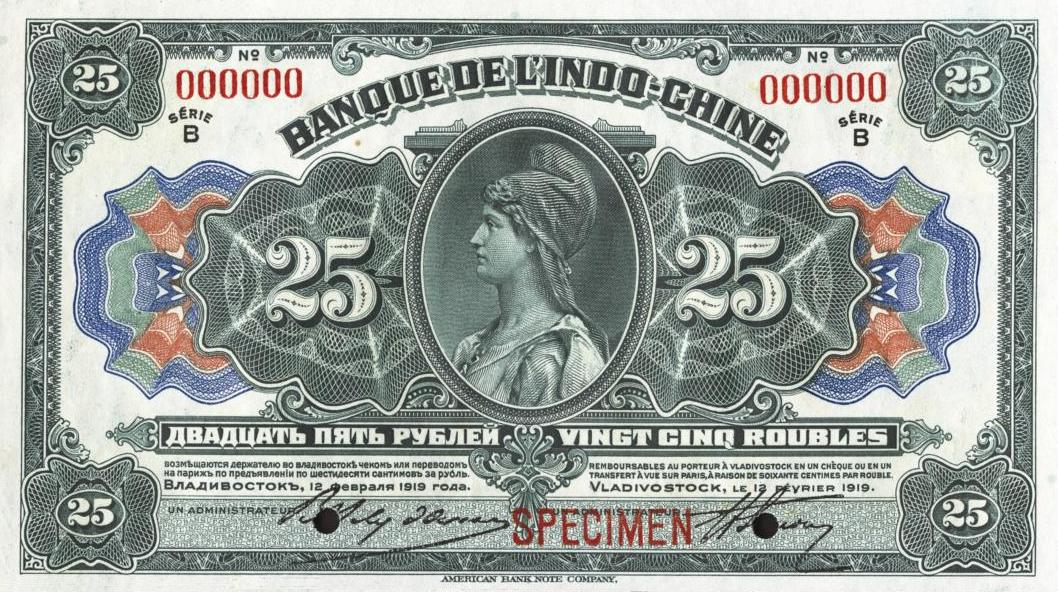
Россия (1919): 25-рублёвая банкнота Индо-Китайского банка, планировались к выпуску во Владивостоке, в обращение не поступили

## Примеры производимой продукции

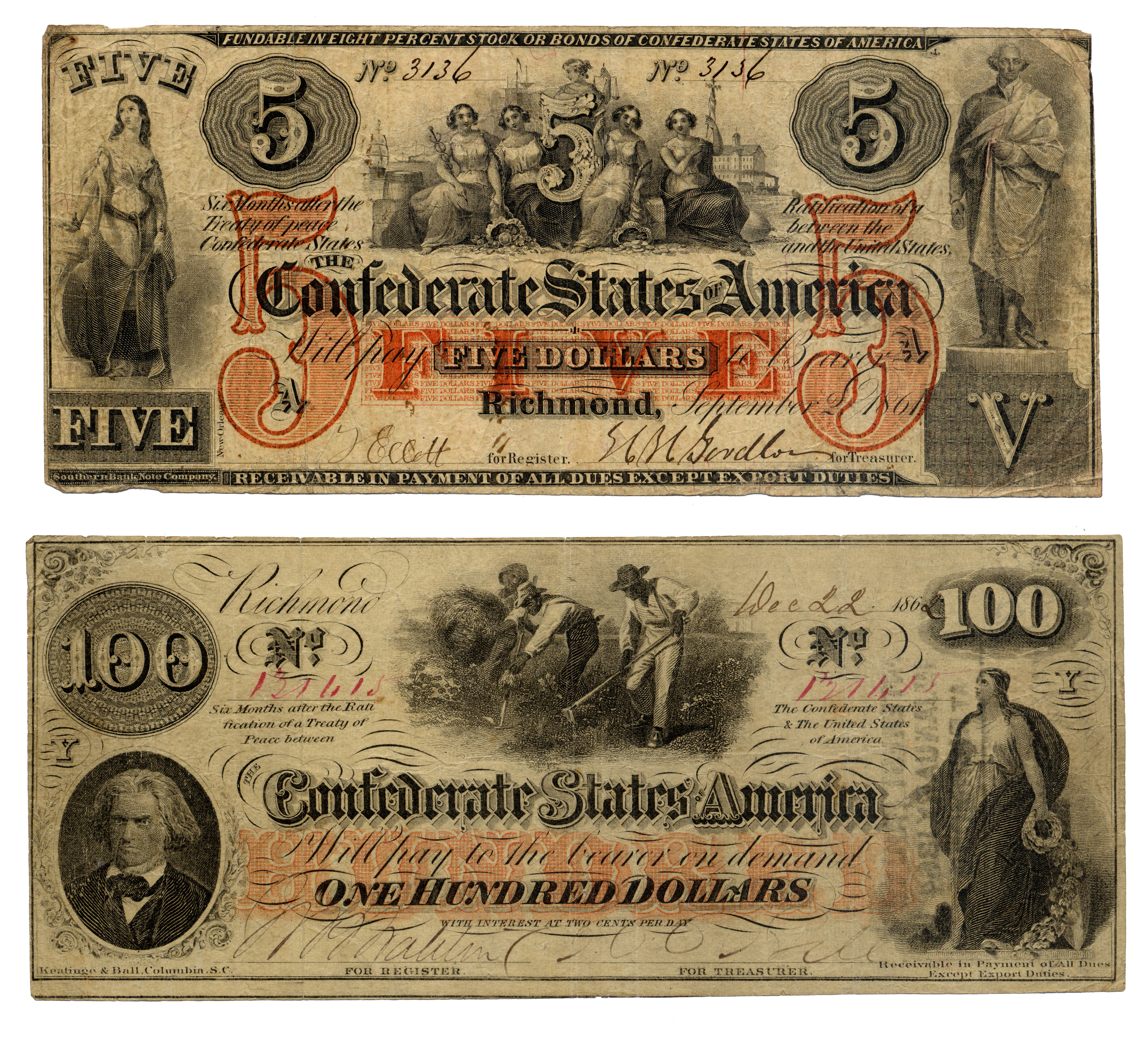
Купюры 5 и 100 долларов Конфедеративных Штатов Америки (1861—1862)
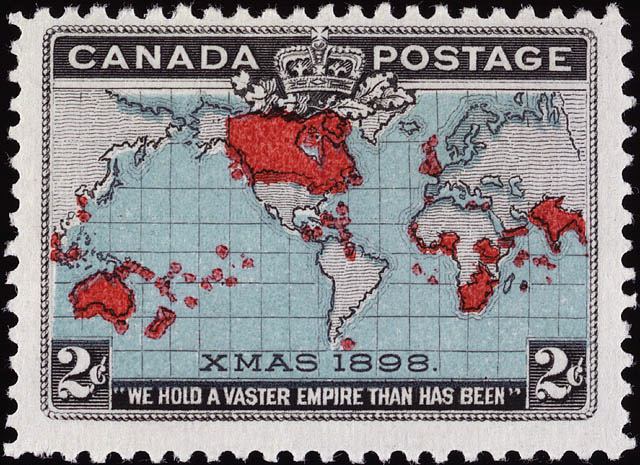
Канада (1898): почтовая марка в 1 пенни
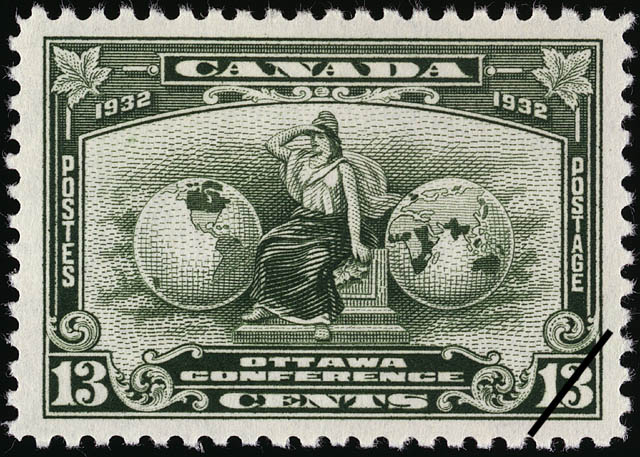
Канада (1932): почтовая марка в 13 центов
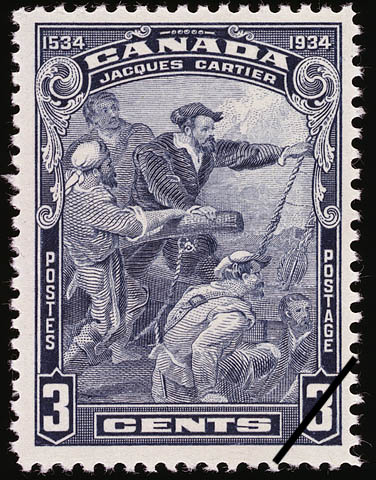
Канада (1934): почтовая марка в 3 цента, портрет Жака Картье
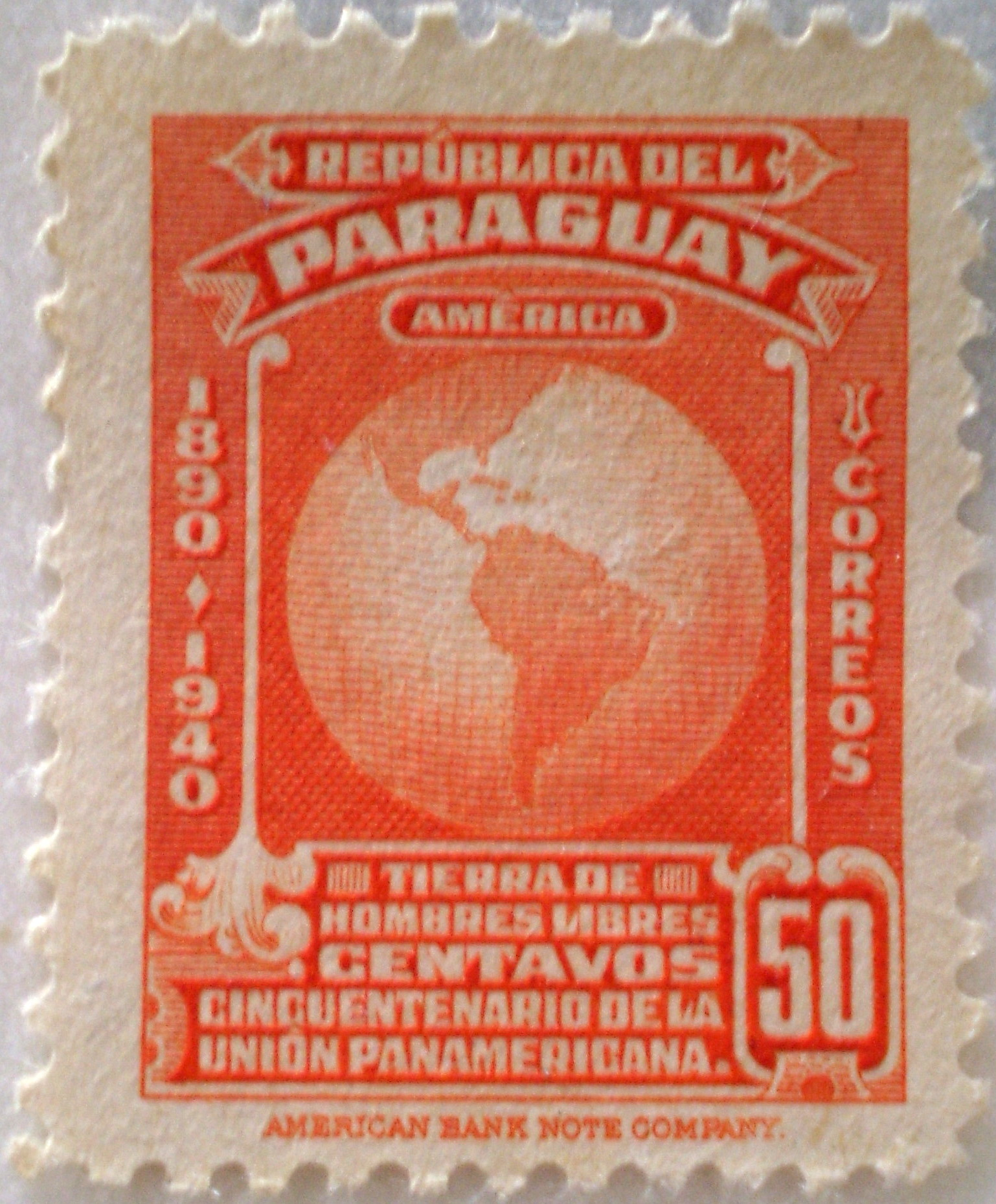
Парагвай (1940): почтовая марка в 50 сентаво